# Margarita Ucelay

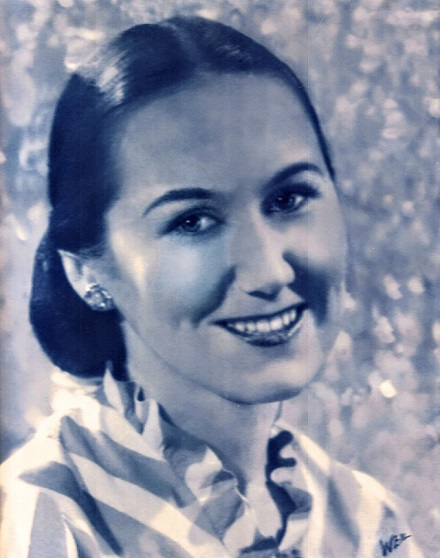
Margarita Ucelay Maortua, 1945

Margarita Ucelay Maortua da Cal (* 5. Mai 1916 in Madrid; † 7. Juli 2014) war eine spanische Philologin, die am Ende des Bürgerkriegs ins Exil ging und sich auf das Werk von Federico García Lorca spezialisierte, dessen Werke sie in den Jahren der Transición nach dem Tod Francos herausgab.

## Leben
Ucelays Eltern waren die baskische Theaterregisseurin Pura Maortua und der Rechtsanwalt und Bibliophile Enrique Ucelay Sanz. Die Mutter war mit Federico García Lorca befreundet und arbeitete mit ihm bei der Aufführung seiner Stücke zusammen. Ihre ältere Schwester, Matilde Ucelay, war die erste Architektin, die ihren Abschluss in Spanien machte. Sie hatte noch zwei weitere Schwestern, Luz, die älter war als sie, und Carmen, die Jüngste der Familie. Ucelay besuchte das Instituto-Escuela (1933) und studierte später, von 1933 bis 1936, Jura an der Universidad Central de Madrid.
Über die Theatergruppe Anfistora ihrer Mutter lernte Ucelay Ernesto Guerra da Cal kennen, Mitglied der Partido Comunista de España und Hauptmann der Ejército Popular de la República, der während des Bürgerkriegs sehr aktiv war. Am 31. Oktober 1936 heirateten sie in Valencia, zusammen mit anderen Milizpaaren. Das Ehepaar lebte bis 1938 in Valencia und Barcelona, als Guerra de la Cal in die Vereinigten Staaten reiste, um die Beziehungen zwischen der Regierung der Vereinigten Staaten und der republikanischen Regierung zu stärken. Ucelay blieb mit seiner Schwester Luz und ihrer neugeborenen Tochter in Barcelona, bis sie im Februar 1939 nach Frankreich ins Exil gingen. Wegen ihrer politischen Einstellung wurde sie von ihrer Tante Asunción Maortua, die in Saint-Jean-de-Luz lebte, nicht aufgenommen. Es gelang ihr, Papiere zu erhalten, um mit dem Transatlantikschiff Queen Mary in die Vereinigten Staaten zu reisen, aber während der Fahrt erkannte Franklin D. Roosevelt die Regierung Francos an, so dass ihre Papiere nicht mehr gültig waren und sie bei ihrer Ankunft auf Ellis Island interniert wurde.
Sie erhielt ein Studentenvisum für die Einreise in die Vereinigten Staaten, musste aber über Kuba reisen. In New York angekommen, half der Hispanist Federico de Onís von der Columbia University Ucelay und ihrem Mann. Dank des Internationalen Roten Kreuzes konnte Ucelay ihr akademisches Zeugnis aus Madrid vorlegen, und aufgrund ihrer guten Noten wurde sie an der Columbia University zugelassen. Sie begann am Vassar College in Poughkeepsie Spanisch zu unterrichten. Im Jahr 1941 erwarb sie bei Onís den Master of Arts. Im akademischen Jahr 1942–1943 unterrichtete sie als Vertretungsdozentin Spanisch am Hunter College. Gleichzeitig arbeitete sie an ihrer Dissertation, die von Ángel del Río, ebenfalls an der Columbia University, betreut wurde. Ihre Dissertation befasste sich mit den merkwürdigen Charakteren in der Literatur der Ramón de Mesonero Romanos. Sie wurde erst sehr viel später als Buch unter dem Titel Los españoles vistos por sí mismos, herausgegeben vom Colegio de México, veröffentlicht. Trotz einer positiven Aufnahme der Dissertation verlegte sie sich auf das Forschungsfeld der sprachlichen Immersion, das am Barnard College praktiziert wurde, wo auch die ersten Aufführungen auf Spanisch in New York City stattfanden. Ucelay arbeitete dort mit Amelia Agostini de del Río und Laura de los Ríos Giner zusammen. Im Jahr 1953 inszenierten sie Garcia Lorcas La casa de Bernarda Alba. Zusammen mit ihrem Ehemann Guerra de la Cal veröffentlichten sie 1955 Literatura española del siglo XX. Ihre berufliche Laufbahn widmete sich im Weiteren der Lehre und der Erforschung des Werks von Garcia Lorca.
Ihr Ehemann Guerra de la Cal wurde gleichermaßen akademisch tätig, in der Lusitanistik mit Spezialisierung auf José Maria Eça de Queiroz. Beide waren eng mit der Hispanic Society of America verbunden. Im Jahr 1944 nahmen sie die amerikanische Staatsbürgerschaft an. Im Jahr 1948 wurde ihr Sohn, der Historiker Enric Ucelay Da Cal, geboren. Im Jahr 1965 ließen sich Ucelay und Guerra de la Cal scheiden.
Im Jahr 1968 erhielt Ucelay den Lehrstuhl für Hispanistik und leitete die Abteilung von 1961 bis 1965 und später von 1967 bis 1981. Nach ihrer Pensionierung 1981 war sie ein weiteres Jahr als Professorin emerita tätig. 1982 wurde sie vom Barnard College mit dem Emily Gregory Award for Excellence in Teaching ausgezeichnet.
Ucelay kehrte 1982 nach Spanien, nach Madrid, zurück, um das Studium der unveröffentlichten Werke von García Lorca fortzusetzen. Von ihrer Mutter erhielt sie zwei maschinengeschriebene Manuskripte aus der Zeit von Anfistora, die sie vor ihrer Abreise der Hispanic Society schenkte, aber sie bildeten die Grundlage für die endgültigen Ausgaben dieser beiden Werke von Lorca, die sie 1990, Amor de don Perlimplín con Belisa en su jardín, und 1995, Así que pasen cinco años, vollendete. Sie veröffentlichte Artikel in der Hispanic Review und dem Boletín de la Fundación García Lorca.
Margarita Ucelay starb am 7. Juli 2014.
Das Barnard College vergibt im Gedenken an sie einen Ucelay Spanish Recitation Prize für die beste Rezitation eines Gedichts oder eines dramatischen Stücks in Spanischer Sprache.

## Werke (Auswahl)
- Los españoles pintados por sí mismos (1843–1844): estudio de un género costumbrista. El Colegio de México, Mexiko-Stadt 1951 ((Teil 1, Teil 2)).
- mit Amelia Agostini del Río: Visión de España. Holt, Rinehart and Wiston, New York City 1968.
- Corte y teatro de Falimundo en El Criticón. In: Hispanic Review. Band 49, Nr. 2, 1981, S. 143–161 (box.com).
- „Escenas“ y „tipos“. In: Francisco Rico Manrique und Iris M. Zavala Zapata (Hrsg.): Romanticismo y Realismo: Historia y crítica de la literatura española. Band 5, Nr. 1, 1982, ISBN 84-7423-185-X, S. 354–356.
- Tederico García Lorca y el Club Teatral Anfistora: El dramaturgo como director de escena. In: Andrés Soria Olmedo (Hrsg.): Lecciones sobre Federico García Lorca. Comisión Nacional del Cincuentenario, Diputación Provincial, Granada 1986, S. 49–64.
- De las aleluyas de Don Perlimplín a la obra de Federico García Lorca. In: Gabriele Morelli (Hrsg.): Federico García Lorca. Saggi critici nel cinquantenario della morte. Eschena Editore, Fassano 1988 (box.com).
- El teatro juvenil de Federico García Lorca. In: Boletín de la Fundación Federico García Lorca. Band 10, Nr. 19–20, 1996, S. 157–174.